# Siergiej Ławrinienko
Siergiej Ławrinienko (ros. Сергей Лавриненко, ur. 15 maja 1972 w Saraniu) – kazachski kolarz torowy i szosowy, brązowy medalista torowych mistrzostw świata.

## Kariera
Największym sukcesem Siergieja Ławrinenki jest zdobycie brązowego medalu w wyścigu punktowym na mistrzostwach świata w Bogocie w 1995 roku. W wyścigu tym uległ jedynie Włochowi Silvio Martinello i Litwinowi Remigijusowi Lupeikisowi. Na igrzyskach olimpijskich w Atlancie w 1996 roku w tej samej konkurencji był jedenasty, a na rozgrywanych cztery lata później igrzyskach w Sydney zajął dwudziestą pozycję. Ponadto na igrzyskach azjatyckich w Bangkoku w 1998 roku zdobył srebrny medal w drużynowym wyścigu na dochodzenie, a w swej koronnej konkurencji był najlepszy. W 2003 roku został szosowym mistrzem kraju w indywidualnej jeździe na czas, w 2000 roku był drugi w klasyfikacji generalnej Turul României, a w 2005 roku zajął drugą pozycję w Tour d'Égypte.